# Fatih Mehmet Maçoğlu
Fatih Mehmet Maçoğlu (né le 20 décembre 1968 à Ovacık) est un laborantin et un homme politique turc, membre du Parti communiste de Turquie, élu en 2019 maire de la ville de Tunceli.

## Maire d'Ovacik
Dans la petite ville d'Ovacik et ses environs, il relance une agriculture moribonde et applique un programme marqué à gauche : gratuité des transports et de l’eau, revenus tirés des récoltes redistribués aux familles les plus pauvres et aux étudiants sous forme de bourses, transparence des comptes municipaux, création d’une assemblée du peuple, etc.

## Maire de Tunceli
Il est élu en mars 2019 maire de la ville de Tunceli (Dêrsim en kurde), un territoire à majorité alévie comprenant 82 000 habitants. Selon lui, « c’est une région qui a toujours été progressiste, où la défense des opprimés a toujours été centrale, où la lutte pour des conditions de vie digne, pour tous, toujours très active. Sur de nombreuses questions, comme celle de la liberté de croyance, de l’égalité entre les différentes cultures, entre hommes et femmes, elle est très en avance par rapport au reste de la Turquie ».
Concernant son projet politique pour la ville, il explique faire de l'agriculture et de l'éducation ses priorités.